# Matjaž Švagan
Matjaž Švagan, slovenski politik, * 21. maj 1963, Ljubljana
Švagan je aktualni župan Občine Zagorje ob Savi in podpredsednik Državnega sveta Republike Slovenije.

## Življenjepis
Od leta 1984 - 1990 je bil sekretar Občinskega odbora ZSMS Zagorje ob Savi. Leta 1990 je soustanovil lokalni časopis Zasavc, leta 1992 se je v stranki LDS tudi zaposlil kot član Drnovškovega volilnega štaba. V letu 1993 je bil izvoljen za predsednika Skupščine Občine Zagorje ob Savi, v letu 1994 pa za župana te občine.
Leta 2000, ko je bil še član stranke Liberalne demokracije Slovenije, je bil prvič izvoljen v Državni zbor Republike Slovenije. Na listi LDS je bil v Državni zbor izvoljen tudi leta 2004; v tem mandatu je bil član naslednjih delovnih teles:
- Komisija za poslovnik,
- Odbor za obrambo in
- Mandatno-volilna komisija.

Leta 2007 je na 10. kongresu LDS neuspešno kandidiral za predsednika LDS, predsednica stranke je takrat postala do tedaj politično neznana Katarina Kresal.
V letu 2010 je izstopil iz LDS. Ob tem je dejal, da "je od bivše Drnovškove LDS ostala le še bleda senca in je ta stranka postala stranka kapitala", ter ustanovil svojo stranko Zagorje gre naprej – združenje za napredek Zasavja, s katero je na lokalnih volitvah v Občini Zagorje ob Savi zmagal, ter osvojil še peti, leta 2014 pa še šesti županski mandat

### Državni svetnik
Leta 2012 je bil izvoljen v Državni svet, kot predstavnik volilne enote št. 21, ki zajema tri zasavske občine 16. maja 2018 je bil izvoljen na mesto podpredsednika Državnega sveta Republike Slovenije.

### Zasebno
Je poročen in oče enega otroka.